# TGF-βスーパーファミリー
TGF-βスーパーファミリー（英: transforming growth factor beta (TGF-β) superfamily）は、構造的に関連する細胞調節タンパク質のグループの1つであり、その最初に発見されたメンバーであるTGF-β1から命名された。TGF-βは1983年に初めて記載された。これらのタンパク質はTGF-β受容体ファミリーの受容体と相互作用する。
無脊椎動物や脊椎動物を含むさまざまな生物種でTGF-βスーパーファミリーに属する多くのタンパク質が記載されている。これらのタンパク質は23種類に分類されるが、主要な4つのサブファミリーが存在する。
- TGF-β
- 骨形成タンパク質（BMP）および成長分化因子（英語版）（GDF）
- アクチビンおよびインヒビン
- LEFTY（英語版）

TGF-βは多くの細胞種で増殖、分化、その他の機能を制御している多機能型ペプチドである。TGF-β1は112アミノ酸残基からなるペプチドで、前駆体タンパク質の切断によって生じたC末端部分に由来する。このスーパーファミリーに属するタンパク質は細胞表面のセリン/スレオニンキナーゼ型受容体ファミリーと相互作用し、SMADと呼ばれる保存されたタンパク質ファミリーを利用した細胞内シグナルを生み出す。これらのタンパク質は、成長、発生、組織の恒常性、免疫系の調節など基本的な生物学的過程の調節に重要な役割を果たしている。

## 構造
TGF-βスーパーファミリーのタンパク質は、ホモ二量体またはヘテロ二量体としてのみ活性を有する。2本の鎖は1つのジスルフィド結合で連結されている。TGF-β2のX線結晶構造解析から、その他の全てのシステインは分子内のジスルフィド結合に関与していることが明らかにされている。下の模式図に示されるように、TGF-βやインヒビンβ鎖には4つのジスルフィド結合が存在するが、他のメンバーは1つ目の結合（小文字のcで示されている）を欠く。
```
                                                     分子間結合
                                                     |
          +------------------------------------------|+
          |                                          ||

xxxxcxxxxxCcxxxxxxxxxxxxxxxxxxCxxCxxxxxxxxxxxxxxxxxxxCCxxxxxxxxxxxxxxxxxxxCxCx

    |      |                  |  |                                        | |
    +------+                  +--|----------------------------------------+ |
                                 +------------------------------------------+
```